# Entomacrodus caudofasciatus
Entomacrodus caudofasciatus és una espècie de peix de la família dels blènnids i de l'ordre dels perciformes.

## Morfologia
- Els mascles poden assolir 6,2 cm de longitud total.[3][4]

## Reproducció
És ovípar.

## Hàbitat
És un peix marí de clima tropical i associat als esculls de corall que viu entre 0-3 m de fondària.

## Distribució geogràfica
Es troba des de les Illes Andaman fins al sud del Japó, les Illes Kermadec i Micronèsia (Palau i les Illes Marshall).